# Antonin Magne
Antonin Magne, francoski kolesar, * 15. februar 1904, Ytrac (Cantal), † 8. september 1983, Arcachon (Gironde).
Magne je znan kot dvakratni zmagovalec kolesarske dirke po Franciji. Med profesionalci je tekmoval od leta 1927 do 1939, ko je postal športni direktor.
Kot del ekipe Alleluia Team; v njej so bili še Pierre Magne, Julien Moineau, Marius Gallotini, Arsène Alancourt in André Cauet; je leta 1927 zmagal na GP Wolber, neuradnem svetovnem prvenstvu v cestnem kolesarstvu. Istega leta je nastopil ob Andréju Leducqu v francoskem moštvu na svojem prvem Touru. Zmagi na Tourih odsevata njegovo kvaliteto. Kljub padcu, neprestanim napadom sotekmovalcev, Italijana Pesantija in Belgijca Demuysera, je leta 1931 zmagal, vendar je bil ob koncu tako izčrpan, da se naslednjega Toura ni udeležil. Ponovno je zmagal na Touru 1934, z veliko pomočjo moštvenih kolegov, zlasti najmlajšega izmed njih, Renéja Vietta. Slednji mu je kar dvakrat posodil svoje kolo, čeprav mu je bil v skupni razvrstitvi blizu, na koncu peti, postal je tudi pravi nacionalni heroj. Magne je bil prvi kolesar, ki je zmagal na Touru v posamičnem kronometru, 90 km dolgi etapi od La Roche-sur-Yon do Nantesa leta 1934. Leta 1936 je končal na Touru kot drugi, istega leta je postal svetovni prvak v cestnem kolesarstvu. Na Velikih nagradah narodov, Grand Prix des Nations, neuradnem svetovnem prvenstvu v posamičnem kronometru, je zmagal trikrat, v letih 1934, 1935 in 1936.
Po upokojitvi je postal športni direktor več uspešnim kolesarjem, med drugim Louisonu Bobetu in Raymondu Poulidorju, iz ekipe Mercier. Kot njihov mentor je bil ocenjen za enega najboljših športnih direktorjev. Leta 1962 je prejel medaljo viteza Legije časti. Večino svojega življenja je preživel v kraju Livry-Gargan blizu Pariza. Skozi kraj je v počastitev 100. obletnice njegovega rojstva leta 2004 potekala zadnja 163 km dolga etapa Toura Montereau-Fault-Yonne - Pariz.

### Dosežki
- 1927

Tour de France
6. mesto v skupni razvrstitvi
1. mesto v 14. etapi
GP Wolber (kot član ekipe Alleluia)
- 1928

Tour de France
6. mesto v skupni razvrstitvi
1. mesto v 13. in 21. etapi
- 1929

Circuit des villes d'eaux d'Auvergne
Tour de France
7. mesto v skupni razvrstitvi
- 1930

Tour de France
3. mesto v skupni razvrstitvi
1. mesto v 12. etapi
Pariz-Vichy
- 1931

Tour de France
 1. mesto v skupni razvrstitvi
šestnajst dni v rumeni majici
1. mesto v 9. etapi
- 1933

Tour de France
8. mesto v skupni razvrstitvi
2. mesto v razvrstitvi za naboljšega hribolazca
- 1934

Tour de France
 1. mesto v skupni razvrstitvi
triindvajset dni v rumeni majici
1. mesto v 17. in 21b etapi
Grand Prix des Nations
- 1935

Grand Prix des Nations
- 1936

Tour de France
2. mesto v skupni razvrstitvi
1. mesto v 20b etapi
Svetovno prvenstvo v cestnem kolesarstvu
Grand Prix des Nations
- 1938

Tour de France
8. mesto v skupni razvrstitvi
1. mesto v 10c in 21. etapi